# Clagett Butte
Clagett Butte ist ein Berg im nordwestlichen Teil des Yellowstone-Nationalparks im US-Bundesstaat Wyoming. Sein Gipfel hat eine Höhe von 2452 m und ist Teil der Gallatin-Range in den Rocky Mountains. Der Berg liegt 3 km östlich des Ortes Mammoth Hot Springs und südlich des Snow Pass.
Clagett Butte wurde 1926 vom Parkfotografen Jack Ellis Haynes und dem damaligen Superintendent Horace Albright nach William H. Clagett (1838–1901) benannt, einem Territorialdelegierten von Montana, der im Kongress den Gesetzentwurf zum Act of Dedication zur Gründung des Yellowstone-Nationalparks einbrachte. Vor 1926 hatte Clagett Butte mehrere verschiedene Namen. 1885 nannte  der Parkführer G. L. Henderson den Berg Temple Mountain. 1887 nannten ihn Mitglieder des Arnold Hague Geological Surveys Sentinel Butte und später 1897 Signal Butte, diese Namen wurden jedoch nie offiziell.

## Belege
1. ↑  Geonames: Clagett Butte. Abgerufen am 31. Dezember 2020.
2. ↑  Whittlesey, Lee (1996): Yellowstone Place Names. Hrsg.: Wonderland Publishing Company. Gardiner, MT, ISBN 1-59971-716-6.